# Fairfax (serie animata)
Fairfax è una serie televisiva animata statunitense del 2021, creata da Matthew Hausfater, Aaron Buchsbaum e Teddy Riley.
La serie viene pubblicata su Prime Video dal 29 ottobre 2021.

## Trama
Quattro migliori amici delle scuole medie cercano instancabilmente la popolarità a Fairfax Avenue, il cuore pulsante della cultura hypebeast di Los Angeles.

## Episodi
| Stagione         | Episodi | Pubblicazione USA | Pubblicazione Italia |
| ---------------- | ------- | ----------------- | -------------------- |
| Prima stagione   | 8       | 2021              | 2021                 |
| Seconda stagione | 8       | 2022              | 2022                 |

## Personaggi e doppiatori

### Personaggi principali
- Dale, voce originale di Skyler Gisondo, italiana di Alex Polidori.
- Derica, voce originale di Kiersey Clemons, italiana di Letizia Ciampa.
- Benny, voce originale di Peter S. Kim, italiana di Lorenzo Crisci.
- Truman, voce originale di Jaboukie Young-White, italiana di Manuel Meli.

### Personaggi secondari
- Phyllis, voce originale di Pamela Adlon, italiana di Sonia Scotti.
- Trini, voce originale di Yvette Nicole Brown, italiana di Giuppy Izzo.
- Grant, voce originale di Rob Delaney, italiana di Stefano Thermes.
- Preside Weston, voce originale di Colton Dunn, italiana di Lucio Saccone.
- Melody, voce originale di Camila Mendes, italiana di Alice Venditti.
- Jules, voce originale di Larry Owens, italiana di Andrea Pirolli.
- Joy, voce originale di Linda Park, italiana di Monica Ward.

## Produzione
Il progetto è stato annunciato per la prima volta in fase di sviluppo presso gli Amazon Studios il 19 dicembre 2019, con Matt Hausfater come co-creatore. Il 29 gennaio 2020, Amazon Prime Video ha dato al progetto un ordine di 2 stagioni composto da 8 episodi di mezz'ora per stagione, con Aaron Buchsbaum e Teddy Riley che si sono uniti come co-creatori e produttori esecutivi del progetto insieme a Hausfater. È stato anche annunciato che Chris Prynoski, Shannon Prynoski e Ben Kalina di Titmouse, Inc. sarebbero stati anche produttori esecutivi della serie insieme a Serious Business. I personaggi della serie sono stati progettati dal grafico Somehoodlum.
Il 29 settembre 2021, è stato annunciato che Skyler Gisondo, Kiersey Clemons, Peter S. Kim e Jaboukie Young-White avrebbero costituito il cast vocale principale con Pamela Adlon, Yvette Nicole Brown, Rob Delaney, Zoey Deutch, John Leguizamo, Camila Mendes, Billy Porter e Ben Schwartz tra le guest star.